# Доминик Пир
Доминик Пир или Жорж Пир(на френски: Georges Charles Clement Ghislain Pire) е белгийски доминикански–монах. За основаването на многоброини благотворителни организации в помощ на бежанците, удостоен с Нобелова награда за мир за 1958.